# Limnophila miroides
Limnophila miroides är en tvåvingeart som beskrevs av Alexander 1932. Limnophila miroides ingår i släktet Limnophila och familjen småharkrankar. Inga underarter finns listade i Catalogue of Life.